# Laphria tibialis
Laphria tibialis là một loài ruồi trong họ Asilidae. Laphria tibialis được Meigen miêu tả năm 1820. Loài này phân bố ở vùng Cổ Bắc giới.